# 茨城県道172号額田南郷田彦線

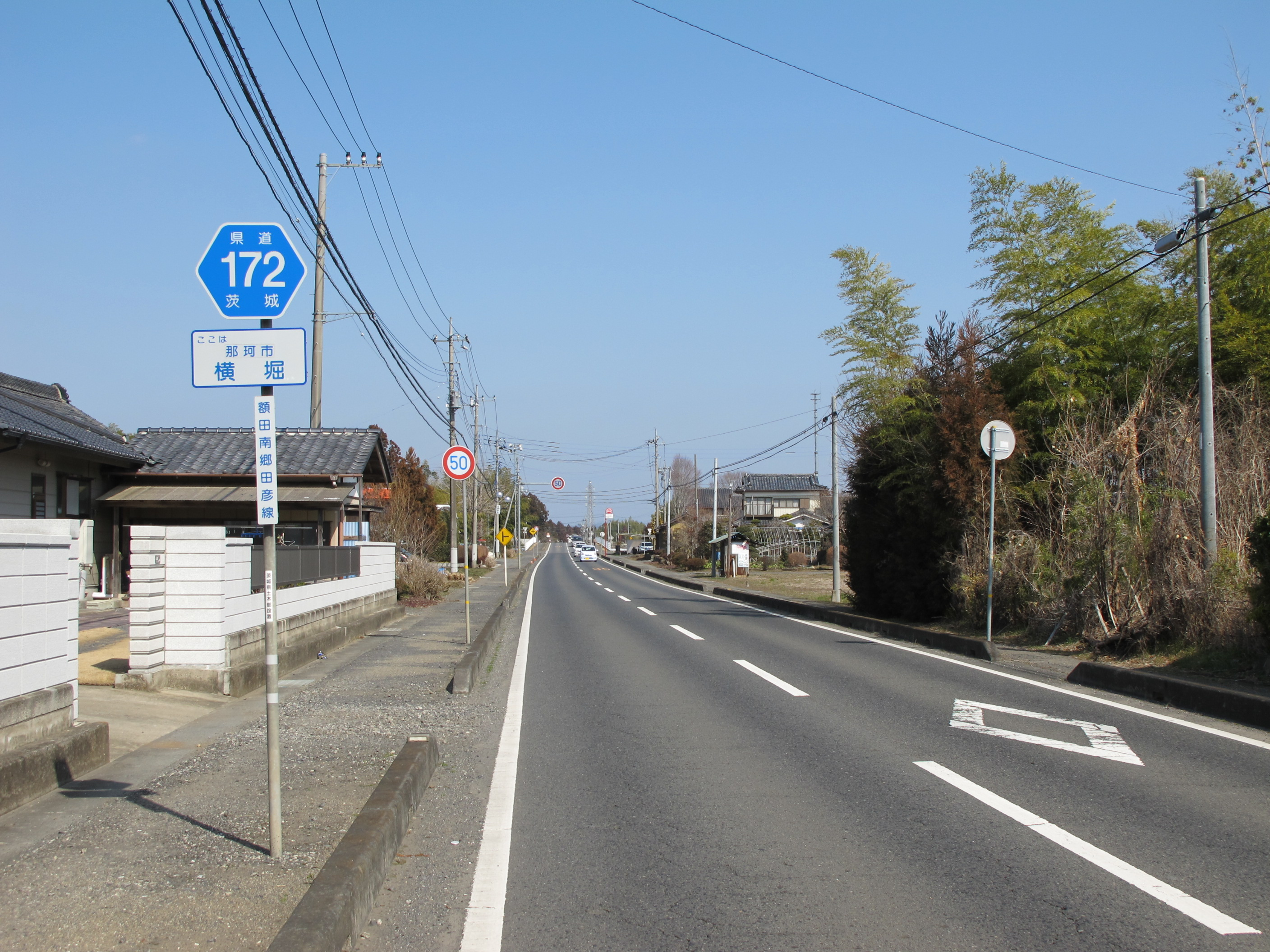
茨城県道172号額田南郷田彦線
那珂市横堀（2014年3月）

茨城県道172号額田南郷田彦線（いばらきけんどう172ごう ぬかだみなみごうたびこせん）は、茨城県那珂市からひたちなか市までを結ぶ一般県道である。

## 概要
那珂市額田南郷の額田坂下交差点と、ひたちなか市田彦の国道6号交点（田彦郵便局前交差点）を南北に結ぶ県道路線で、ひたちなか市勝田市街地と常陸太田市街地を最短で結ぶルート上にあたる道路である。

### 路線データ
- 起点：那珂市額田南郷字中之町318番地先（茨城県道62号常陸那珂港山方線交点）[1]
- 終点：茨城県ひたちなか市田彦（国道6号交点＝田彦郵便局前交差点）[2]
- 総延長：7.431 km[3]
- 重用延長：0.030 km[3]
- 未供用延長：なし[3]
- 実延長：7.401 km[3]
- 自動車交通不能区間延長[注釈 1]：なし[3]

## 歴史
1959年（昭和34年）10月14日、新たな県道として那珂郡那珂町大字額田南郷を起点とし、勝田市大字田彦を終点とする区間を本路線とする県道額田南郷田彦線として茨城県が県道路線認定した。
1995年（平成7年）に整理番号172となり現在に至る。

### 年表
- 1934年（昭和9年）8月：現在の路線の前身である額田水戸線が路線認定される。
- 1959年（昭和34年）10月14日
現在の路線で路線認定される（図面対照番号170）[4]。道路の区域は、那珂郡那珂町大字額田南郷の主要地方道水戸常陸太田線（現在の国道349号旧道）分岐から勝田市大字田彦の一級国道六号線（国道6号）交点までと決定された[2]。
- 1964年（昭和39年）7月3日：車両制限令第5条1項[注釈 2]に基づく指定（路線対象番号170 額田南郷田彦線：水戸常陸太田線分岐点 - 国道6号線交点）を受ける[5]。
- 1983年（昭和58年）6月6日：常磐自動車道建設工事に伴う立体交差橋梁を供用開始[6]。
- 1995年（平成7年）3月30日：整理番号227から現在の番号（整理番号172）に変更される[7]。
- 2019年（平成31年）3月28日：国道349号旧道移管に伴い、那珂市額田南郷（額田坂下交差点 - 額田交差点）の区間が編入されて、起点が額田交差点（茨城県道62号交点）に変更になる[1]。
- 2021年（令和3年）6月21日：那珂市堤（堤公民館前） - ひたちなか市大字佐和に道路改良バイパス（1.035 km）を新設する道路区域を指定[8]。

## 路線状況
交通量は比較的多く国道6号交点付近では渋滞も起こることが多い。県道全体のうちの南半分区間あたる、国道6号交点から那珂市堤の茨城県道31号瓜連馬渡線交点までの区間は、1.5車線でセンターラインなしの狭隘区間であり速度制限30 - 40 km/h規制となっている。

### 道路施設
- 横堀橋（常磐自動車道、那珂市横堀）

## 地理
沿線の地勢は平坦な大地で、周辺は主に畑作地と住宅地となっている。道路はゆるやかなカーブが一部あるものの、平坦で全体的にはほぼ直線に近い線形となっている。

### 通過する自治体
- 茨城県
  - 那珂市 - ひたちなか市

### 交差する道路
- 国道349号（起点・那珂市額田南郷）
- 常磐自動車道（那珂市横堀）※立体交差
- 茨城県道31号瓜連馬渡線（那珂市菅谷、那珂市堤）
- 国道6号（終点・ひたちなか市田彦）